# Eparchia di Gorakhpur
L'eparchia di Gorakhpur (in latino Eparchia Gorakhpurensis) è una sede della Chiesa cattolica siro-malabarese in India suffraganea dell'arcidiocesi di Agra. Nel 2023 contava 3.338 battezzati su 1.834.160 abitanti. È retta dal vescovo Mathew Nellikunnel, C.S.T.

## Territorio
L'eparchia comprende i distretti di Gorakhpur, Basti, Siddharthnagar, Sant Kabir Nagar, Maharajganj, Kushinagar, e Deoria nella parte nord-orientale dello stato di Uttar Pradesh in India. Ha giurisdizione su tutti i fedeli cattolici, indipendentemente dal rito di appartenenza.
Sede eparchiale è la città di Gorakhpur, dove si trova la cattedrale di San Giuseppe.
Il territorio è suddiviso in 46 parrocchie.

## Storia
Gorakhpur fu sede di una prefettura apostolica istituita l'11 luglio 1946, sede che in seguito, nel 1958, venne trasferita a Varanasi (nota all'epoca con il nome di Benares o Banaras).
L'eparchia è stata eretta il 19 giugno 1984 con la bolla Ex quo divinum di papa Giovanni Paolo II, ricavandone il territorio dalla diocesi di Varanasi.

## Cronotassi dei vescovi
Si omettono i periodi di sede vacante non superiori ai 2 anni o non storicamente accertati.
- Dominic Kokkat, C.S.T. (19 giugno 1984 - 15 giugno 2006 ritirato)
- Thomas Thuruthimattam, C.S.T. (15 giugno 2006 - 26 agosto 2023 ritirato)
- Mathew Nellikunnel, C.S.T., dal 26 agosto 2023

## Statistiche
L'eparchia nel 2023 su una popolazione di 1.834.160 persone contava 3.338 battezzati, corrispondenti allo 0,2% del totale.
| anno | popolazione | popolazione | popolazione | presbiteri | presbiteri | presbiteri | presbiteri                | diaconi | religiosi | religiosi | parrocchie |
| anno | battezzati  | totale      | %           | numero     | secolari   | regolari   | battezzati per presbitero | diaconi | uomini    | donne     | parrocchie |
| ---- | ----------- | ----------- | ----------- | ---------- | ---------- | ---------- | ------------------------- | ------- | --------- | --------- | ---------- |
| 1990 | 1.197       | 10.870.334  | 0,0         | 27         | 2          | 25         | 44                        |         | 31        | 106       | 16         |
| 1999 | 2.449       | 13.631.365  | 0,0         | 35         | 15         | 20         | 69                        |         | 29        | 157       | 25         |
| 2000 | 2.495       | 13.631.365  | 0,0         | 37         | 18         | 19         | 67                        |         | 29        | 162       | 30         |
| 2001 | 2.567       | 15.000.000  | 0,0         | 39         | 19         | 20         | 65                        |         | 39        | 171       | 31         |
| 2002 | 2.614       | 17.106.090  | 0,0         | 42         | 23         | 19         | 62                        |         | 26        | 164       | 29         |
| 2003 | 2.675       | 17.106.090  | 0,0         | 48         | 27         | 21         | 55                        |         | 29        | 167       | 31         |
| 2004 | 2.861       | 17.110.000  | 0,0         | 43         | 27         | 16         | 66                        |         | 23        | 173       | 31         |
| 2006 | 3.139       | 17.125.000  | 0,0         | 58         | 33         | 25         | 54                        |         | 33        | 176       | 31         |
| 2009 | 3.230       | 17.200.635  | 0,0         | 56         | 35         | 21         | 57                        |         | 38        | 175       | 31         |
| 2013 | 3.271       | 1.734.195   | 0,2         | 66         | 41         | 25         | 49                        |         | 37        | 166       | 30         |
| 2015 | 3.310       | 1.719.400   | 0,2         | 67         | 45         | 22         | 49                        |         | 39        | 184       | 30         |
| 2016 | 3.323       | 1.741.000   | 0,2         | 66         | 43         | 23         | 50                        |         | 40        | 202       | 30         |
| 2019 | 3.368       | 1.787.800   | 0,2         | 72         | 49         | 23         | 46                        |         | 29        | 205       | 31         |
| 2021 | 3.356       | 1.825.480   | 0,2         | 68         | 45         | 23         | 49                        |         | 50        | 210       | 35         |
| 2023 | 3.338       | 1.834.160   | 0,2         | 71         | 47         | 24         | 47                        |         | 58        | 260       | 46         |